# Goebelobryum unguiculatum
Goebelobryum unguiculatum là một loài rêu tản trong họ Acrobolbaceae. Loài này được (Hook. f. & Taylor) Grolle miêu tả khoa học lần đầu tiên năm 1962.